# Alama Ieremia
Pas d'image ? Cliquez ici

a Compétitions nationales et continentales officielles uniquement.

b Matchs officiels uniquement.
Dernière mise à jour le 20 octobre 2016.
Alama Ieremia, né le 27 octobre 1970 à Apia, est un ancien joueur de rugby à XV néo-zélandais qui a joué 40 fois avec les All-Blacks de 1994 à 2000. Il jouait trois-quarts (1,86 m). Il actuellement le sélectionneur de l'équipe des Samoa de 2015 à 2017, après en avoir été l’entraîneur des arrières entre 2014 et 2015.

## Biographie
Pendant la saison 1993-1994, Ieremia a joué sept matchs pour l'équipe des Samoa. En particulier il a disputé un match contre les All Blacks à l'Eden Park d'Auckland.
Les règlements le permettant à l’époque, Ieremia a pu jouer avec les Blacks dès la saison suivante, malgré ses matchs précédents avec Samoa.
Il a reçu sa première cape en juillet 1994 à l’occasion d’un match contre les Springboks. Son dernier test match fut contre ces mêmes Springboks en août 2000.
Il a disputé un match de la coupe du monde 1995 et plus tard cinq matchs de la coupe du monde 1999 (5 matchs joués).
Ieremia a disputé aussi 41 matchs de Super 12 avec les Wellington Hurricanes et 65 matchs avec la province de Wellington.
Ce joueur très solide et polyvalent (il joue indifféremment premier ou second centre) a bénéficié de ses bonnes prestations en 1993 sous les couleurs samoanes pour se retrouver dès la saison suivante sous le maillot noir. Il lui faudra toutefois attendre la fin de carrière de Frank Bunce en 1998 pour être considéré comme un titulaire à part entière. Mais, blessé, il ne pourra pas jouer de la saison, reportant à l’année suivante les espoirs que les sélectionneurs avaient placés en lui. Ceux-ci ne seront pas déçus tant il a paru métamorphoser par sa seule présence les lignes arrière des Blacks, si insipides en 1998, notamment sur le plan défensif. En attaque, s’il n’était pas un créateur exceptionnel son gabarit invitait les adversaires à la circonspection - même s’il n’avait pas « l’explosivité » d’un Tana Umaga - ce qui libérait d’autant plus d’espaces pour les autres.

## Statistiques

### En équipe nationale
De 1994 à 2000, Alama Ieremia compte 30 sélections avec les All-Blacks, inscrivant 25 points. Avec les Kiwis, il dispute une Coupe du monde en 1999. Il participe à quatre éditions du Tri-nations en 1996, 1997, 1999 et 2000.

## Palmarès

### En équipe nationale
- Quatrième de la Coupe du monde de rugby 1999
- Vainqueur du Tri-nations en 1996, 1997 et 1999
- Nombre de tests avec les Blacks : 30
- Nombre total de match avec les Blacks : 40
- Tests par saison : 3 en 1994, 5 en 1995, 5 en 1996, 9 en 1997, 12 en 1998, 6 en 1999,

### En club
- Nombre de matchs de Super 12 : 41